# ストリーキング (パフォーマンス)
ストリーキング（英語 streaking、ストリートキングは誤り）とは注目を集めるため、あるいは強い非難の意思を表現するために公共の場を全裸で走り抜ける行為である。パフォーマンスの一環として行われるもので性的な意図はなく、露出狂とは区別される。1973年から1974年にかけて流行した。

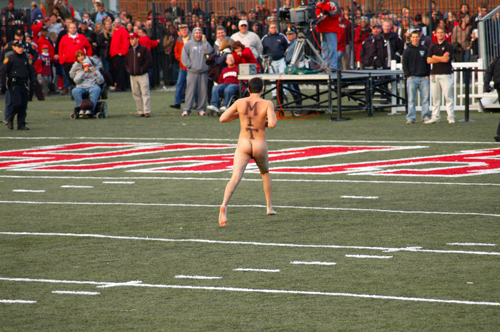
ハーバード対エール大学戦でストリーキングする全裸の男性(2006年)

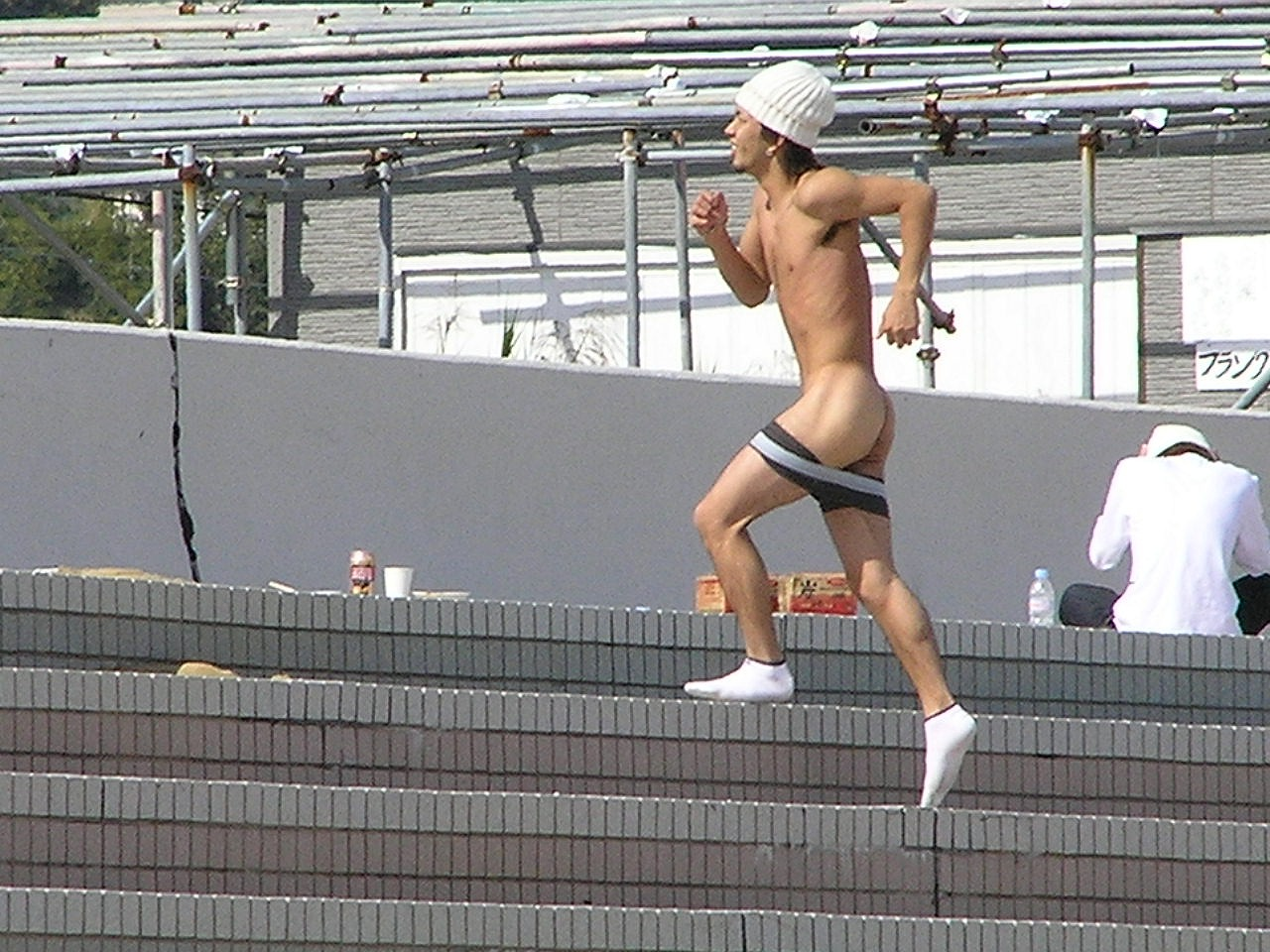
日本におけるストリーキングの男性(2007年)

## 解説
ストリーキングは、裸体主義（ヌーディズム）とは別物である。ストリーキングをする人々は、逮捕される危険を冒してまで行為におよび、大衆の目に晒されることを意図する点で、裸体主義者が平穏な活動を好むことと対照的である。またストリーキングを行う人々は、性器を見せることのみを目的としているのではない点で、露出狂とは区別される。
ストリーキングの意図は、度胸試しや性癖など様々であるが、多くは自己顕示欲を根底にした集団的熱狂の流行であろう。実行される場所も多様である。最もよく見られるのは、多くの観客が集まった競技場などを全裸で走り抜ける行為である。
しかし、一部に誰もが寝静まった深夜など、より静かな場所で行為に及ぶ者もあり、また郊外の高速道路で、交通量の少ない早朝に行うことで満足を覚える者もいる。そうした例では、自分の体を人に見せることを望んでいるわけではなく、普段は人が多くいるべき場所での、人出のない時間帯のストリーキング行為に、恐怖と興奮が入り混じったような感覚を味わっていると想像される。
また、大胆なストリーキングを収めた動画が動画共有サイトの『YouTube』や『Vimeo』をはじめ、インターネット上で人気を集めている。そこには、世界中のストリーキング愛好家たちが集まるサイトがあり、情報交換や体験談を語り合う場となっている。
クリケットの会場で女性が行うケースが多く見られる。これは「紳士のスポーツ」といわれるほど、ほとんど男性が独占する競技のあり方に対する抗議の意味がある。
毎年、フィリピンの大学では仮面をつけて、被服をすべて脱いだ全裸の状態の生徒が校舎の周りを走って社会問題に抗議する行事『オブレーション・ラン』が開催される。また、手にはバラを持っており、観衆にバラを配る。陰部を葉っぱで隠す場合もある。有名な行事の一つであるが、性器の露出に関しては大きな議論を呼んでいる。2005年12月に、韓国人と伝えられた女性が女性器を隠して参加したケースもある。これは女性の参加が控えられていることへの反感を現したものである。多くの見学者が集まる。

## 歴史

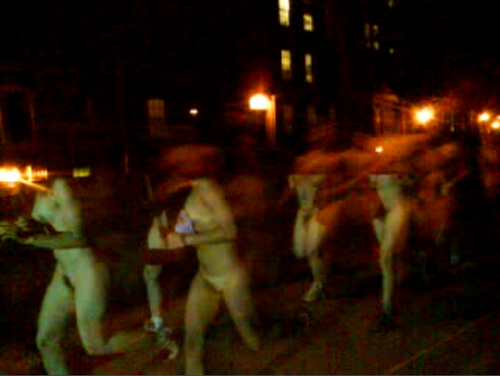
ハーバード大学（アメリカ合衆国）での全裸のストリーキング行事

ストリーキングが流行の兆しを見せ始めたのは1973年頃からであるが、
1974年に入るとアメリカの大学生の間で広まりを見せた。また、日本では1974年3月17日に、銀座の歩行者天国でストリーキングを行ったアメリカ人女子高校生が逮捕されている。
1974年4月2日にアメリカ合衆国・ロサンゼルスで開催された、第46回アカデミー賞でデヴィッド・ニーヴンがプレゼンターとして舞台に立ったとき、その後ろをロバート・オペルという男性が舞台を性器とお尻を丸出しにした全裸の状態で横切り、その様子が放映されてしまった。記録映像では、会場で居合わせてしまった人の中には悲鳴を上げる人もいたことが確認できる。
特にストリーキングの名を一躍有名にした出来事は、1974年4月にトゥイッケナムラグビー場でイングランドとフランスとの試合が行われている最中に、約53,000人の観客を面前にしてマイケル・オブライエン
という名の男性が男性器と尻を丸出しにした全裸で駆け抜けた事件とされる。彼を取り押さえた警察官が、とっさに彼の陰部を隠した帽子は、後にチャリティー・オークションで2,400ユーロで落札されたというエピソードが残っている。この事件以降「ストリーキング」という言葉が「全裸で公共の場を駆け抜ける」という意味で使われだしたが、それ以前はストリーキングという言葉は「全力疾走（streak）する」という意味で用いられてきた。

## アメリカの大学で行われるストリーキング行事

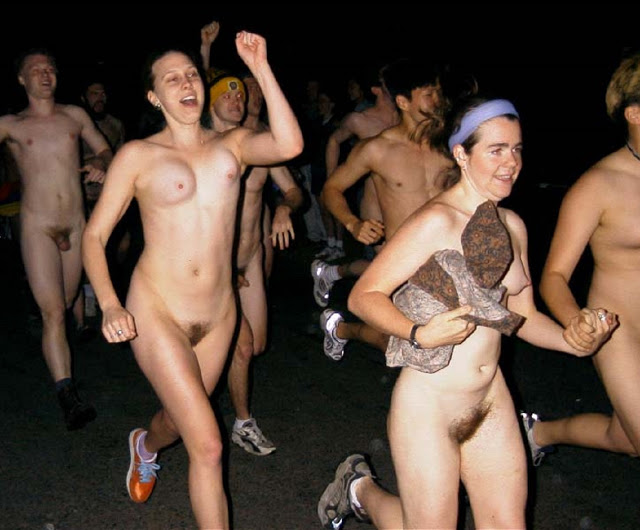
ハーバード大学でのストリーキング（2002年）

これまでに、膨大な数のアメリカ合衆国の大学生たちによってストリーキングの行事が行われてきた。
ストリーキングの記録の中で、最も古いのは、1804年に現在のワシントン・アンド・リー大学の3年生ジョージ・ウイリアム・クランプ（男性）が、バージニア州レキシントンの大学キャンパスを性器を丸出しにした全裸で疾走し逮捕されたものである。クランプは大学で留年することになったが、後にアメリカの国会議員やチリの駐在大使を務めた。
1973年12月のタイム誌は、ストリーキングを「ロサンゼルス界隈の大学生を虜にしつつある流行」と評した。またその記事において、「ここだけの話、実は、過去20年間、ストリーキングは、ノートルダム大学の大学警察を悩まし続けてきていたのです。さらに、ノートルダム大学のストリーキングのグループが、1972年に行われたストリーキング・オリンピックを提案したのです」という情報提供がなされた。
1974年3月7日、ジョージア大学で1549人が参加するという最大規模のストリーキングが敢行された。この記録に続き、コロラド大学ボールダー校では1200人が、メリーランド大学では、1974年3月に553人の裸の学生が3マイルに渡ってストリーキングを行った。南カリフォルニア大学では508人がストリーキング行為に及んだ。さらに1974年、アースキン大学では、全学生の1/4に当たる600人の学生がストリーキングをやり遂げ、｢最高の参加率を誇るストリーキング｣を名乗った。
期末試験の最終日前夜、ハーバード大学では、学部生たちによる「産声（Primal Scream）」が行われる。学生は男女を問わず衣服を脱ぎ、ハーバードヤードを2周する。中にはパンティーを着用する人もいた。2学期制のハーバード大学では、この行事が年2回開催されるわけだが、その1回は極寒を誇るニューイングランド地方の冬に行われることになる。参加者の中にはケープやマスクを身につけるものもいるが、性器は丸出しのままである。ストリーキングが行われる周辺は見物者で埋め尽くされ、開始前には楽隊の演奏が群集を盛り上げる。
プリンストン大学にも、長いストリーキングの伝統が存在してきた。1970年に起こったストリーキング事件は、悪ふざけの手段として行動に移されただけであったのだが、やがてそれが2年生たちの伝統行事になっていき、行事の決まりがまとめられるまでに至った。1990年代までにその伝統が廃れてくるのと同時に、大学本部もその伝統に対して寛容ではなくなっていった。そして1999年の末に、理事会は「危険であり、また外部の人間の関与が大きすぎる」として行事の参加を禁じた。
1983年、シカゴ大学のストリーキングは、学生たちが冬の憂鬱な気分を振り払うために、冬季学園祭に行われる年に1度の伝統行事となった。この行事には、参加者を越える見物人が集まる。
1986年、ミシガン大学の「裸のマイル（Naked Mile）」では、授業の最終日に、大学構内の道を約1マイルにわたる集団ストリーキングを実施した。1990年終わりには最盛期を迎え、500～800人の学生が参加していた。しかしながら法律の施行や、見物人が増加し、ビデオ撮影の横行などにより、2001年の参加者は24人にまで落ち込んだ。
カリフォルニア大学サンタクルーズ校では、「最初の雨（First Rain）」という名で知られている秋の伝統行事が行われている。例年10月頃、秋になって最初の雨の日に、ポーターカレッジの学生が大学構内を裸で走り抜ける行事である。パンツを着用して参加する人もいる。
ダートマス大学には、ストリーキングに関連する2つの挑戦がある。レッドヤード・チャレンジとブルーライト・チャレンジである。前者はコネチカット川を裸で泳ぎ、橋を裸で渡って帰って来る挑戦である。後者は裸のままで大学にあるすべての緊急電話の警報機のボタンを押してくる挑戦である。現在大学には、｢木曜の夜にストリーキングをする会｣が存在しており、様々な行事や色々な場所でストリーキングを行っている。
バージニア大学では、学生たちが裸のままで校庭にある「円形の建物」の階段から「740歩の芝生」を駆け下り、ホメロスの像の臀部にキスをした後、再び芝生を駆け上がり、ようやく服を取り戻すという伝統行事が行われている。1996年には、警察がこの行事に対して厳重な取締りを行ったことに対する抗議運動としての「集団ストリーキング」が敢行された。
スワースモア大学での男女ラグビーチームは、セメスター毎に「金のために走れ（Dash for cash）」という名で知られている資金集めの行事を開催する。そこでは、部員たちは大学本部がある建物の中を裸で走りぬける。そのとき、見物人たちは金を持ってくることになっている。部員たちは見物人の前を走り抜ける際に、その手の中にある金を掴み取る。この行事のために「金を持ってこい。じゃなければ、おまえは変質者だ」という大規模な宣伝が展開されているわけだが、この行事の見物人は、偶然そこに居合わせたということになっている。
モナシュ大学は、大酒飲み大会が開催される週である｢緑週間｣にストリーキングが行われることで知られている。2004年、「チームナイン」と「ビアパイレーツ」のメンバーが「ヌーダミッド」を披露した。それは裸で組体操のピラミッドを完成させ、最上段の人間がホースで樽からビールを飲むという荒業に挑戦した。しかし、ピラミッドはすぐに崩壊してしまった。

## 日本におけるストリーキング
日本国内においては、1974年3月11日に沖縄県那覇市のキャンプ・フォスター内のハイスクールの校内で行われたのが初で、同月12日に広島市の繁華街で行われたのが日本人としては第1号になる。以後、同月15日に東京の六本木、16日に東京の銀座に登場した。
同年4月20日には後楽園球場での巨人対中日1回戦の8回裏巨人の攻撃中にライトスタンドから素っ裸の男がひとりグランドに侵入。内野の守備位置付近まで走り抜け、そこで万歳三唱の後、バックネットに向かって土下座を繰り返すという騒動がおこった。
また1980年5月25日にも後楽園球場の日本ハム対近鉄戦において6回裏に突如ライトスタンドの観客席から全裸の男性がグラウンド内へ侵入しそのままレフトスタンド方向へ走り始めた。この試合には4万5千人の観客が来ており観客席はこの突然の出来事で大騒ぎになったという。
1981年には東京の原宿表参道に女性のストリーキングが現れ、『週刊新潮』1981年3月26日号が報道写真という名目で当時解禁されていなかった陰毛を修正せず、グラビアページに「罰金二万円ナリ原宿春一番」のタイトルで掲載。70万部が即日完売し、警察庁から新潮社に警告が発せられる出来事があった。
1974年に俳優の石丸謙二郎が原宿で行ったものがある。また、あのねのねの二人が『あのねのねのオールナイトニッポン』の生放送前に全裸の状態でこれを行い、ニッポン放送局舎の周りを走ったという話もある。

## ストリーキングを描いた作品
- 『まいるど7』（永井豪、週刊少年チャンピオン、1981年） - 「ストリーキング・クィーンの巻」および続編で、2人の若い女性が都心を全裸で駆け回る。